# Elwyn Berlekamp
Elwyn Ralph Berlekamp (Dover, 6 settembre 1940 – 9 aprile 2019) è stato un matematico statunitense, professore presso l'Università della California - Berkeley, conosciuto per i suoi lavori nell'ambito della teoria dell'informazione e della teoria combinatoria dei giochi.

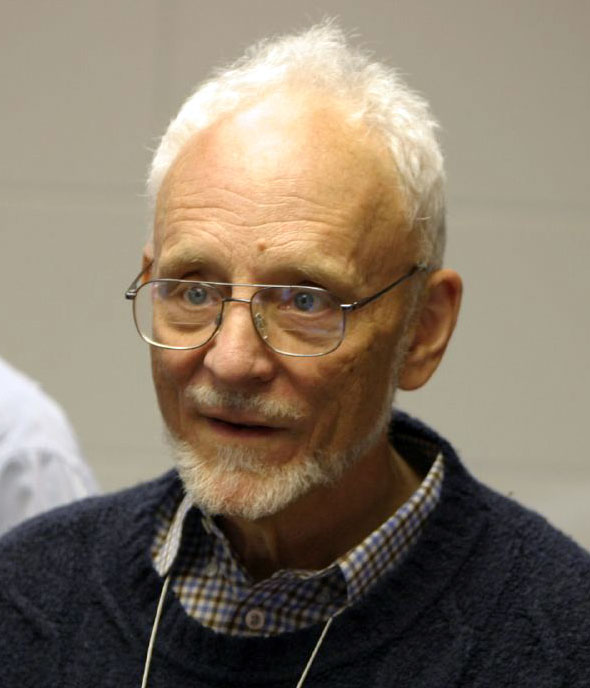
Elwyn R. Berlekamp (giugno 2005)

Berlekamp è uno degli inventori dell'algoritmo di Welch-Berlekamp e di quello di Berlekamp-Massey, i quali sono usati per implementare il codice Reed-Solomon.
A metà degli anni 80 è stato presidente della Cyclotomics, Inc., una società che sviluppava tecnologia per la correzione degli errori di codifica.
Con John Horton Conway e Richard K. Guy è stato coautore di Winning Ways for your Mathematical Plays, articolo che gli ha fruttato il riconoscimento di cofondatore della teoria combinatoria dei giochi.